# Le Fresne-Camilly
Pour les articles homonymes, voir Le Fresne et Camilly.
Le Fresne-Camilly est une commune française située dans le département du Calvados en région Normandie, peuplée de 951 habitants.

## Géographie
Le Fresne-Camilly est située entre Caen (13 kilomètres) et Creully (4 kilomètres), dans la vallée de la Thue. La commune est divisée en trois hameaux :
- le Fresne ;
- Camilly ;
- Cainet.

### Hydrographie
La commune est située dans le bassin Seine-Normandie. Elle est drainée par la Thue et la Chironne,,.
La Thue, d'une longueur de 12 km, prend sa source dans la commune de Thue et Mue et se jette  dans la Seulles à Ponts sur Seulles, après avoir traversé six communes. 

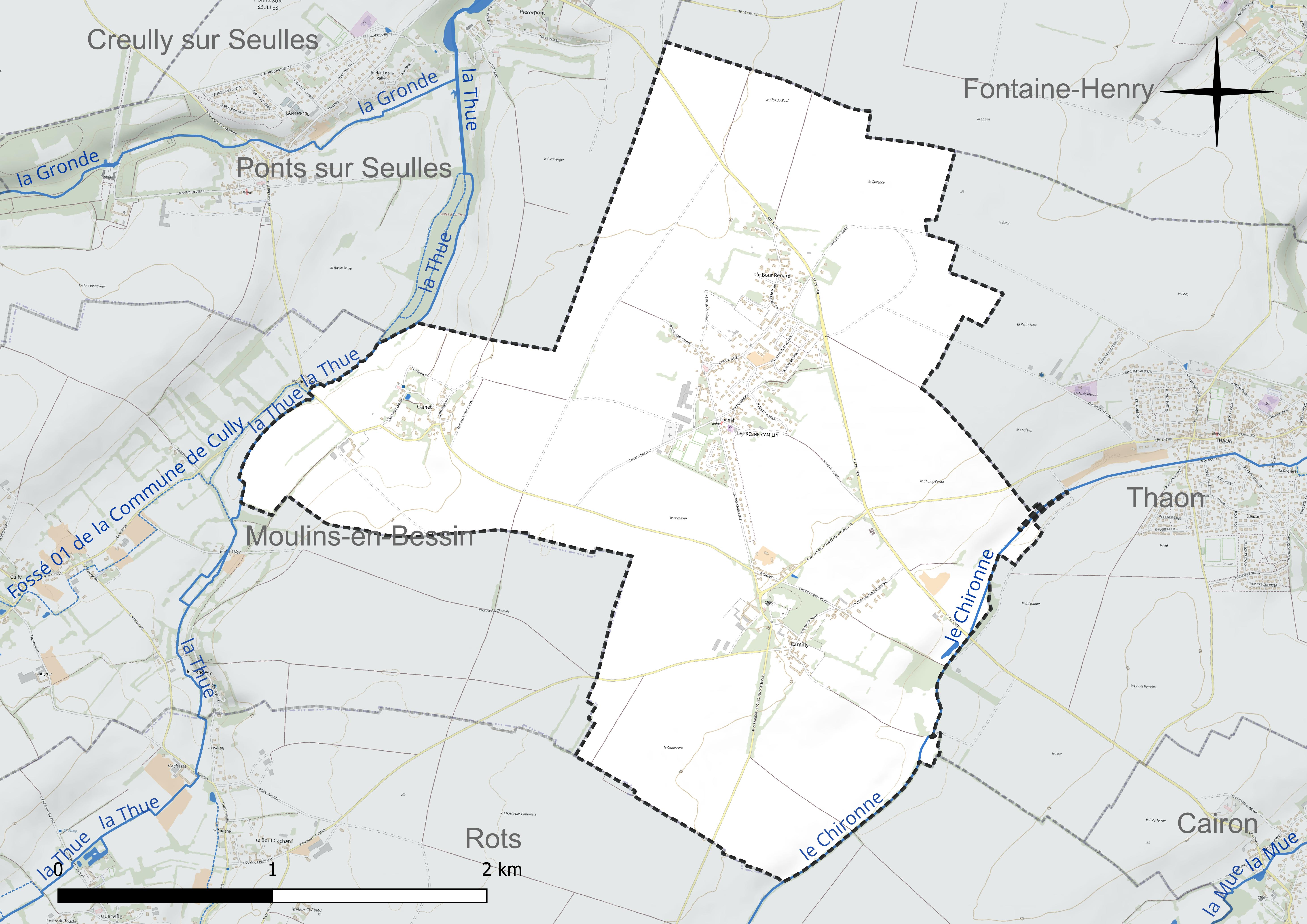
Réseau hydrographique du Le Fresne-Camilly.

### Climat
Pour des articles plus généraux, voir Climat de la Normandie et Climat du Calvados.
En 2010, le climat de la commune est de type climat océanique franc, selon une étude du CNRS s'appuyant sur une série de données couvrant la période 1971-2000. En 2020, Météo-France publie une typologie des climats de la France métropolitaine dans laquelle la commune est exposée à un climat océanique et est dans la région climatique Normandie (Cotentin, Orne), caractérisée par une pluviométrie relativement élevée (850 mm/a) et un été frais (15,5 °C) et venté. Parallèlement le GIEC normand, un groupe régional d'experts sur le climat, différencie quant à lui, dans une étude de 2020, trois grands types de climats pour la région Normandie, nuancés à une échelle plus fine par les facteurs géographiques locaux. La commune est, selon ce zonage, exposée à un « climat des plateaux abrités », correspondant à la plaine agricole de Caen à Falaise, sous le vent des collines de Normandie et proche de la mer, se caractérisant par une pluviométrie et des contraintes thermiques modérées.
Pour la période 1971-2000, la température annuelle moyenne est de 10,7 °C, avec  une amplitude thermique annuelle de 11,9 °C. Le cumul annuel moyen de précipitations est de 721 mm, avec 12,1 jours de précipitations en janvier et 7,6 jours en juillet. Pour la période 1991-2020, la température moyenne annuelle observée sur la station météorologique la plus proche, située sur la commune de Bernières-sur-Mer à 9 km à vol d'oiseau, est de 11,7 °C et le cumul annuel moyen de précipitations est de 695,0 mm,. Pour l'avenir, les paramètres climatiques de la commune estimés pour 2050 selon différents scénarios d'émission de gaz à effet de serre sont consultables sur un site dédié publié par Météo-France en novembre 2022.

## Urbanisme

### Typologie
Au 1er janvier 2024, Le Fresne-Camilly est catégorisée bourg rural, selon la nouvelle grille communale de densité à 7 niveaux définie par l'Insee en 2022.
Elle est située hors unité urbaine. Par ailleurs la commune fait partie de l'aire d'attraction de Caen, dont elle est une commune de la couronne,. Cette aire, qui regroupe 296 communes, est catégorisée dans les aires de 200 000 à moins de 700 000 habitants,.

### Occupation des sols
L'occupation des sols de la commune, telle qu'elle ressort de la base de données européenne d'occupation biophysique des sols Corine Land Cover (CLC), est marquée par l'importance des territoires agricoles (89,8 % en 2018), en diminution par rapport à 1990 (92,7 %). La répartition détaillée en 2018 est la suivante : 
terres arables (81,2 %), zones urbanisées (10,1 %), prairies (6 %), zones agricoles hétérogènes (2,6 %), forêts (0,1 %). L'évolution de l'occupation des sols de la commune et de ses infrastructures peut être observée sur les différentes représentations cartographiques du territoire : la carte de Cassini (XVIIIe siècle), la carte d'état-major (1820-1866) et les cartes ou photos aériennes de l'IGN pour la période actuelle (1950 à aujourd'hui).

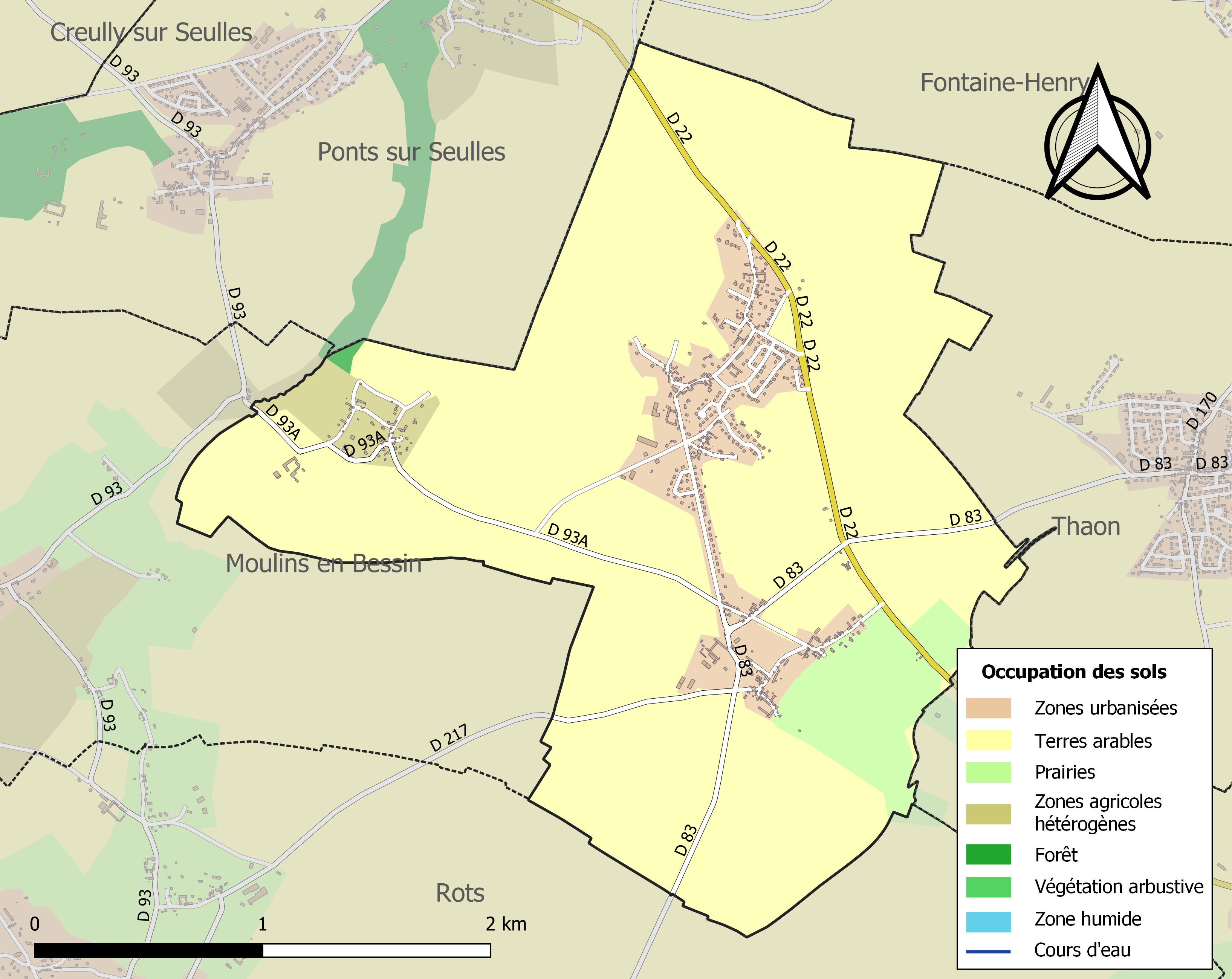
Carte des infrastructures et de l'occupation des sols de la commune en 2018 (CLC).

## Toponymie
Le Fresne est attesté sous les formes Fraxini villa en 1082, Fraxinus au XIVe siècle.

En ancien français, fresne signifie « frêne » et fait référence à l'arbre.
Camilly est attesté sous les formes Camilleium et Chemilleium en 1083, Kamilleium en 1198.
Adopté par les habitants en 2016, le gentilé est Fresnecamillien.

## Histoire
Le territoire de la commune, ainsi que le fief de la commune voisine de Thaon, appartenait à la famille Blouet de Camilly depuis le XVIIe siècle. Il était partagé en plusieurs fiefs (de Camilly, du Fresne et du Cainet) répartis entre les membres de la famille de Camilly qui firent construire des châteaux dans chaque fief.
Le Cainet est rattaché au Fresne en 1835.

## Politique et administration
| Période                                  | Période    | Identité           | Étiquette | Qualité              |
| ---------------------------------------- | ---------- | ------------------ | --------- | -------------------- |
| 1995                                     | 1997       | Patrick Muller     | SE        | Dirigeant entreprise |
| 1997                                     | avril 2014 | Philippe Dupré     | SE        | Professeur           |
| avril 2014                               | En cours   | Jacques Landemaine | SE        | Infirmier retraité   |
| Les données manquantes sont à compléter. |            |                    |           |                      |

## Démographie
L'évolution du nombre d'habitants est connue à travers les recensements de la population effectués dans la commune depuis 1793. Pour les communes de moins de 10 000 habitants, une enquête de recensement portant sur toute la population est réalisée tous les cinq ans, les populations de référence des années intermédiaires étant quant à elles estimées par interpolation ou extrapolation. Pour la commune, le premier recensement exhaustif entrant dans le cadre du nouveau dispositif a été réalisé en 2008.
En 2022, la commune comptait 951 habitants, en évolution de +8,93 % par rapport à 2016 (Calvados : +1,58 %, France hors Mayotte : +2,11 %).
| 1793 | 1800 | 1806 | 1821 | 1831 | 1836 | 1841 | 1846 | 1851 |
| ---- | ---- | ---- | ---- | ---- | ---- | ---- | ---- | ---- |
| 628  | 651  | 677  | 650  | 673  | 801  | 772  | 746  | 756  |

| 1856 | 1861 | 1866 | 1872 | 1876 | 1881 | 1886 | 1891 | 1896 |
| ---- | ---- | ---- | ---- | ---- | ---- | ---- | ---- | ---- |
| 721  | 703  | 666  | 617  | 632  | 575  | 556  | 500  | 448  |

| 1901 | 1906 | 1911 | 1921 | 1926 | 1931 | 1936 | 1946 | 1954 |
| ---- | ---- | ---- | ---- | ---- | ---- | ---- | ---- | ---- |
| 409  | 421  | 418  | 344  | 335  | 296  | 346  | 362  | 390  |

| 1962 | 1968 | 1975 | 1982 | 1990 | 1999 | 2006 | 2008 | 2013 |
| ---- | ---- | ---- | ---- | ---- | ---- | ---- | ---- | ---- |
| 450  | 434  | 464  | 685  | 696  | 787  | 815  | 823  | 784  |

| 2018 | 2022 | - | - | - | - | - | - | - |
| ---- | ---- | - | - | - | - | - | - | - |
| 927  | 951  | - | - | - | - | - | - | - |

## Lieux et monuments
- Château de Camilly du XVIIe siècle et reconstruit au XIXe siècle inscrit au titre des monuments historiques depuis le 20 décembre 1973[27].
- Église de Cainet (XIIe et XIIIe siècles), dont le chœur est classé au titre des monuments historiques depuis le 8 août 1918[28].
- Moulin (privé) de Cainet.
- Église Notre-Dame du Fresne (XIe et XIIIe siècles) dont la totalité est classée au titre des monuments historiques depuis 1840[29].
- Ferme fortifiée de Cainet.

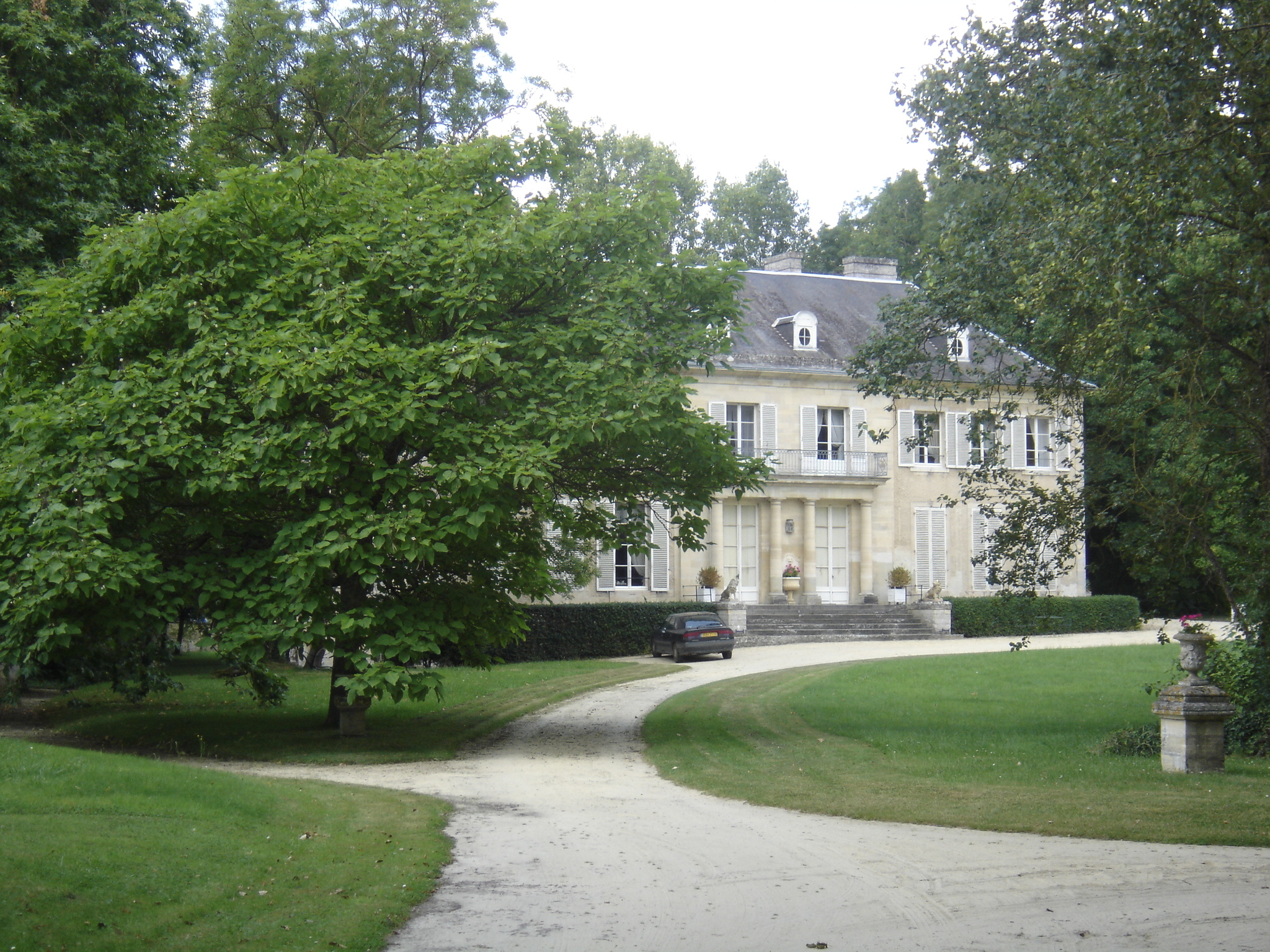
Le château de Camilly.
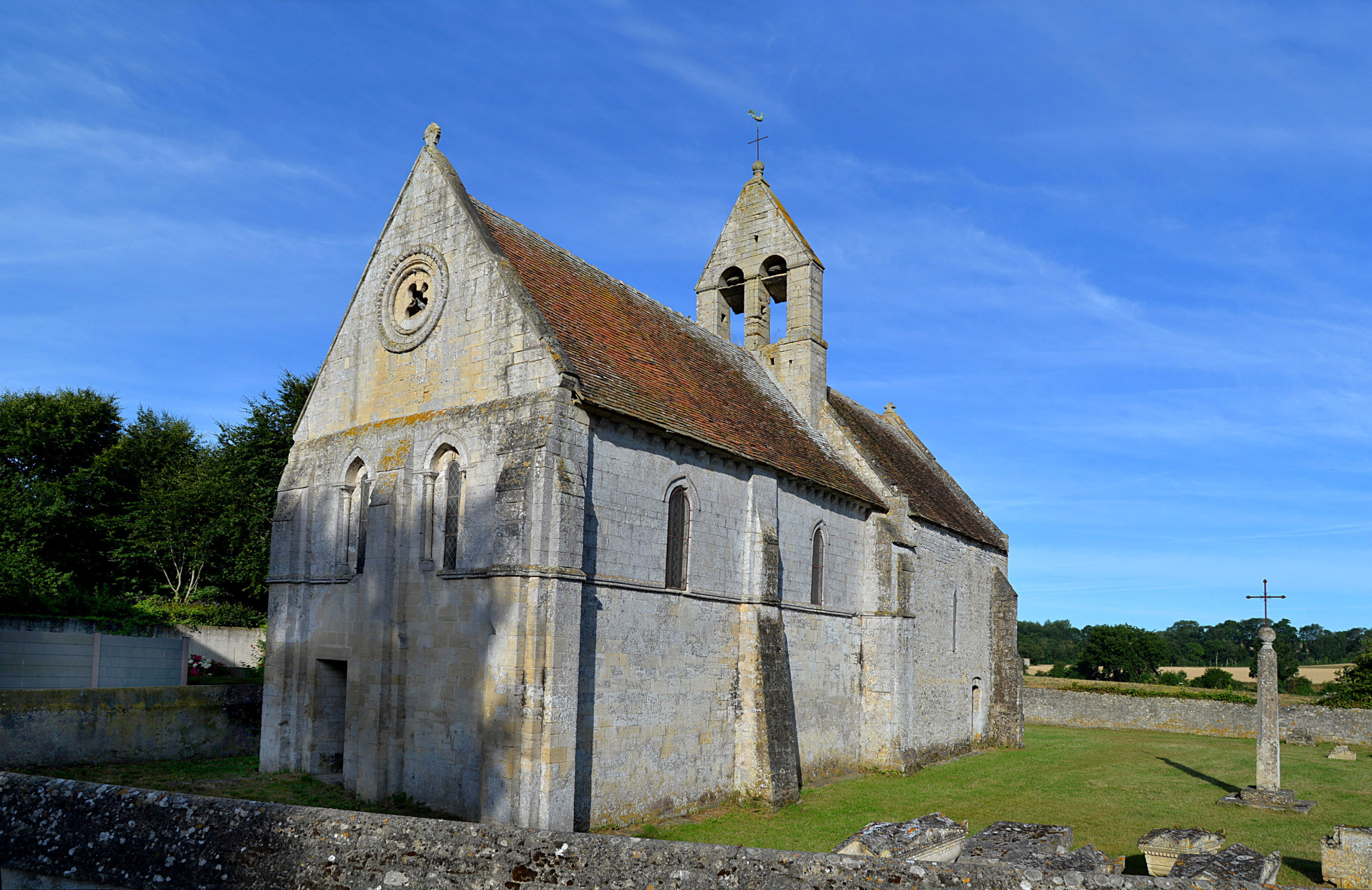
L'église Saint-Martin de Cainet.
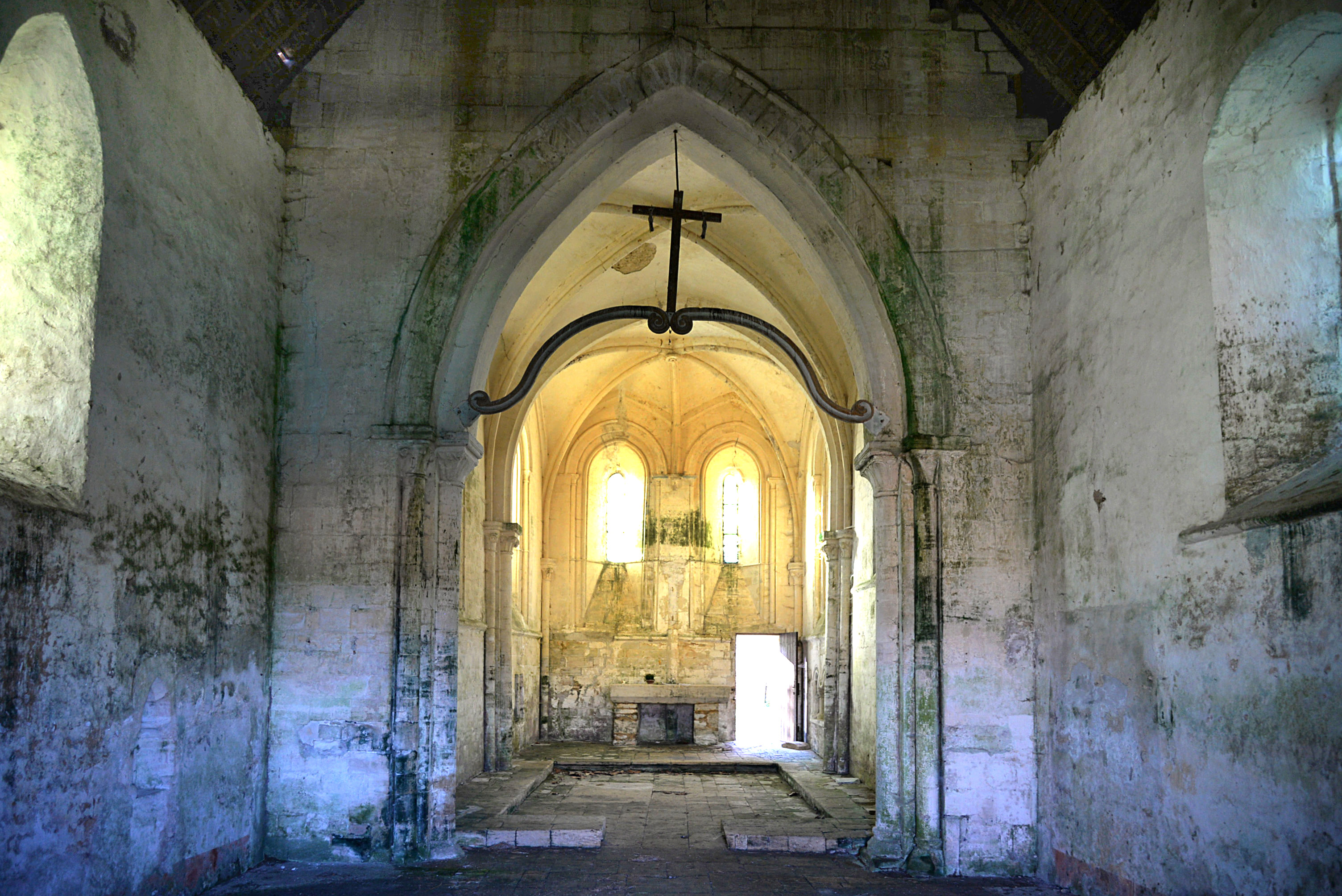
Le chœur de l'église Saint-Martin de Cainet.
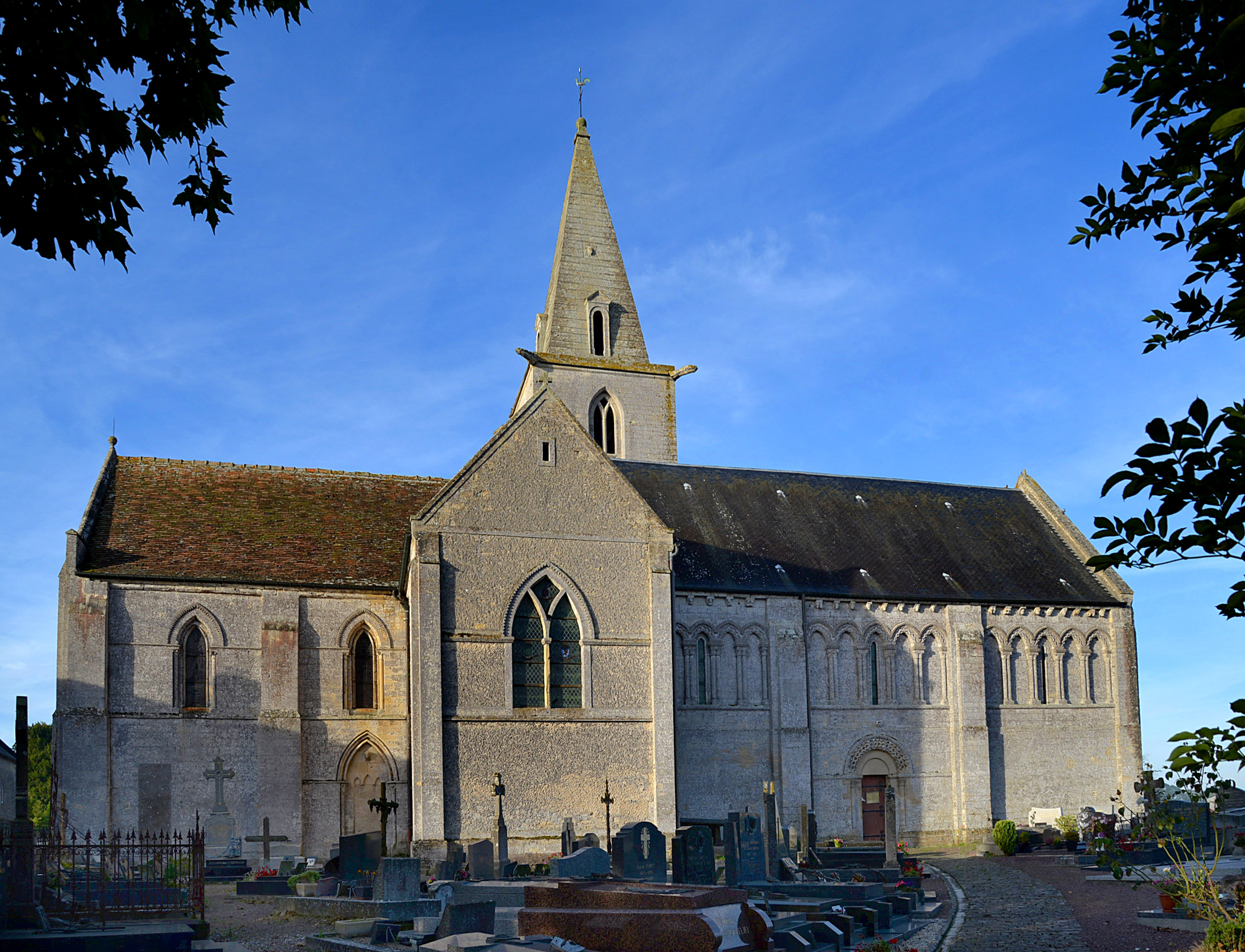
L'église Notre-Dame.

## Personnalités liées à la commune
- Jean Eudes, ami de la famille Blouet de Camilly, aurait célébré une messe au Fresne-Camilly.